# Джеральдін Брукс (письменниця)
Джеральдін Брукс (англ. Geraldine Brooks; 14 вересня 1955) — австрало-американська військова кореспондентка й письменниця. Лауреатка Пулітцерівської премії. З 2002 року громадянка США.

## Біографія
Народилася 14 вересня 1955 року в Сіднеї. Батько, єврейський австралійський солдат, після Другої світової вирушив у Палестину й оселився в кібуці. Закінчила в Австралії коледж і Сіднейський університет. Працювала репортеркою-стажисткою в газеті «The Sydney Morning Herald». Вигравши стипендію «Greg Shackleton Memorial Scholarship», переїхала в США й у 1983 році закінчила Колумбійський університет.
Одружилася з однокурсником Тоні Горовіцем і прийняла юдаїзм (до цього була католичкою). 
Брукс писала про війну в Перській затоці для «The Wall Street Journal» й інших видань, робила репортажі про конфлікти в Сомалі, на Близькому Сході й на Балканах.
2006 року Джеральдін Брукс отримала Пулітцерівську преміяю за роман «Марч».

## Нагороди
- 2006: Пулітцерівська премія 2006 за роман «Марч»[3].
- 2008: Премія «Книга року» Австралійській асоціації видавців за «Люди книги».
- 2009: Peggy V. Helmerich Distinguished Author Award.
- 2010: Премія Dayton Literary Peace Prize за життєві досягнення[4]
- 2016: Звання офіцера Ордена Австралії в рамках відзнак до Дня Австралії
- 2023: Премія Indie Book Awards у категорії художньої літератури за роман «Кінь»[5]
- 2023: Премія Anisfield-Wolf Book Award у категорії художньої літератури